# Konversation
Konversation és un client d'Internet Relay Chat (IRC) per l'escriptori  de la comunitat de programari lliure per a aplicacions mòbil KDE i és programari lliure publicat sota els termes de la GNU GPL-2.0 o posterior. Actualment, Konversation es manté al mòdul de xarxa Extragear de KDE, la qual cosa significa que té el seu propi cicle de llançament independent de les principals aplicacions de KDE. És el client IRC per defecte en moltes distribucions de Linux importants, com ara openSUSE, la versió KDE de Fedora i Kubuntu.
Konversation admet connexions IPv6, ofereix compatibilitat amb servidors SSL i admet el xifratge Blowfish . També admet la gestió d'identitats amb múltiples connexions de servidor utilitzant identitats separades per a diferents servidors i pot mostrar diversos servidors i canals en una sola finestra. Konversation inclou detecció automàtica d'UTF-8 i pot admetre diferents codificacions en diferents canals. També inclou una visualització en pantalla (OSD) opcional per a notificacions de missatges i pot desar marcadors per a canals i servidors. Konversation admet colors, decoracions de text i icones de llista de sobrenoms amb temes. Konversation també es pot crear scripts mitjançant scripts de shell a través de D-BUS i inclou compatibilitat amb àlies i un sistema d'acció per a esdeveniments automàtics. També identifica diferents usuaris a la finestra de conversa triant un color aleatori per a cada usuari.
Va ser llançat el 2003. Des del 2009 està mantingut pel mòdul Extragear, que significa que és independent al cicle de llançaments de KDE. Té interessants característiques com el suport multi-servidor, IPv6, SSL i UTF-8, a més s'hi poden fer scripts mitjançant el terminal.

## Algunes característiques
- Integració amb Konsole (fent ús de la tecnologia KParts)
- Integració amb KAddressbook
- Possibilitat de tenir temes als icones
- Sistema d'àlies pels scripts
- Open Source Defintion (OSD)
- Marcadors per canals i servidors
- Suport per xifratge Blowfish
- Suport IPv6
- UTF-8
- Interessants scripts, per exemple per fer cerques a Google